# Ngôi nhà gia đình của Đức Thánh Cha John Paul II tại Wadowice
Ngôi nhà gia đình của Đức Thánh Cha John Paul II tại Wadowice, Ba Lan là một ngôi nhà và nơi sinh của Karol Józef Wojtyła, người được bầu làm Giáo hoàng John Paul II năm 1978, và được phong thánh sau khi ông qua đời. Địa chỉ của nó là 7 Phố Kościelna, Wadowice, ở miền nam Ba Lan. Nó được mô tả trên trang web của Wadowice là "Ngôi nhà gia đình của Giáo hoàng John Paul II - Bảo tàng Giáo hoàng" và "Bảo tàng John Paul II tại Wadowice".

## Lịch sử
Nó đã là một bảo tàng ngôi nhà lịch sử từ năm 1984; nó bảo tồn cấu trúc ban đầu của nó và chứa một bộ sưu tập các đồ vật thuộc về gia đình Wojtyła. Bảo tàng cũng kỷ niệm cuộc đời của Wojtyła và công việc của ông ở Ba Lan cho đến khi ông rời Kraków và đến Vatican vào năm 1978.
Vào năm 1919, gia đình của Wojtyła đã thuê hai phòng với một nhà bếp ở tầng một. Karol Wojtyła được sinh ra trong căn hộ này vào ngày 18 tháng 5 năm 1920. Sau cái chết của mẹ vào ngày 13 tháng 4 năm 1929, Karol và cha ông chỉ chiếm một phòng nhỏ hơn và nhà bếp.
Wojtyła sống trong ngôi nhà này cho đến năm 1938, khi ông cùng cha chuyển đến Kraków và theo học tại Đại học Jagiellonia.

## Hình ảnh

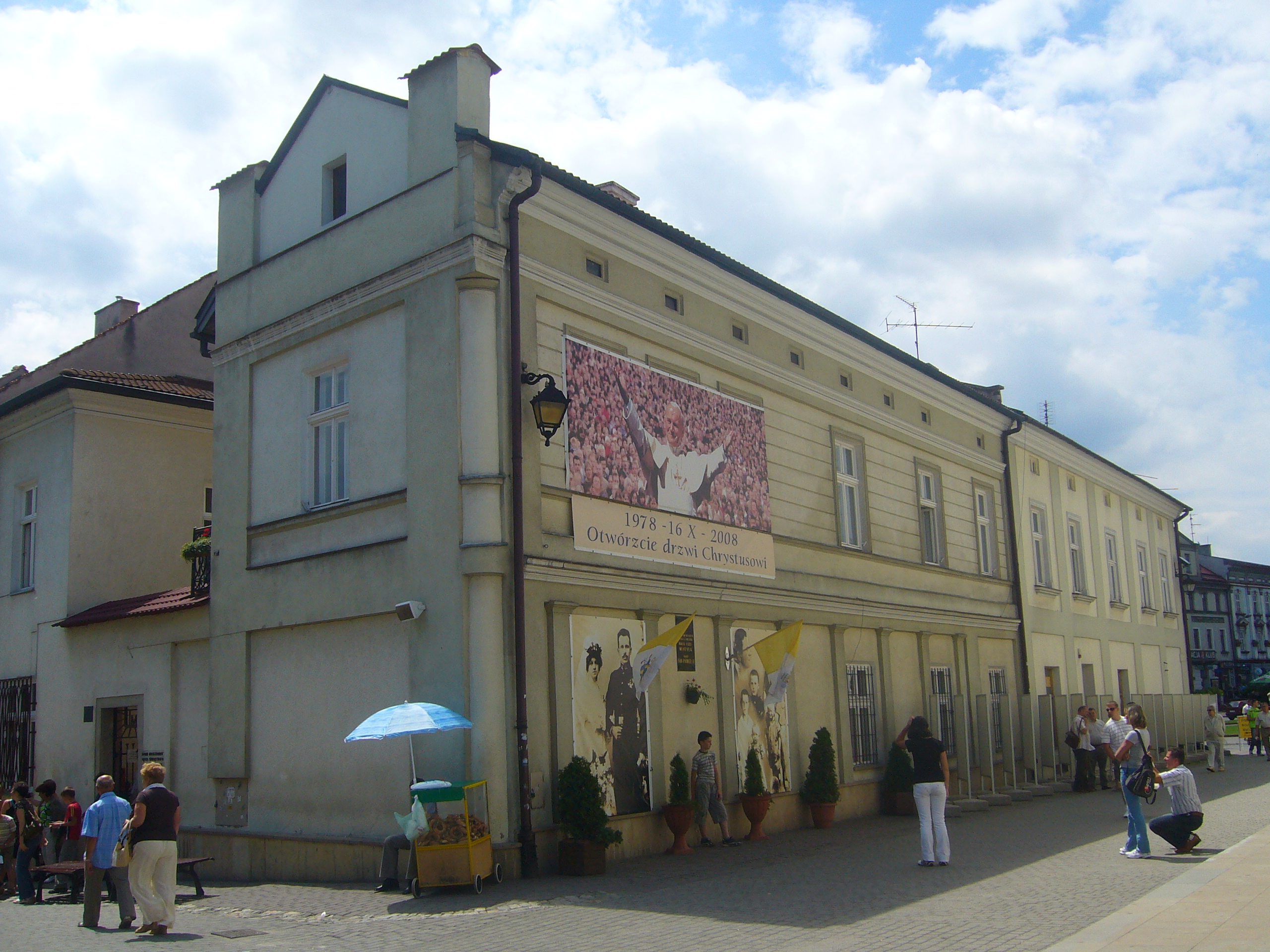
Đức Thánh Cha Gia đình John Paul II
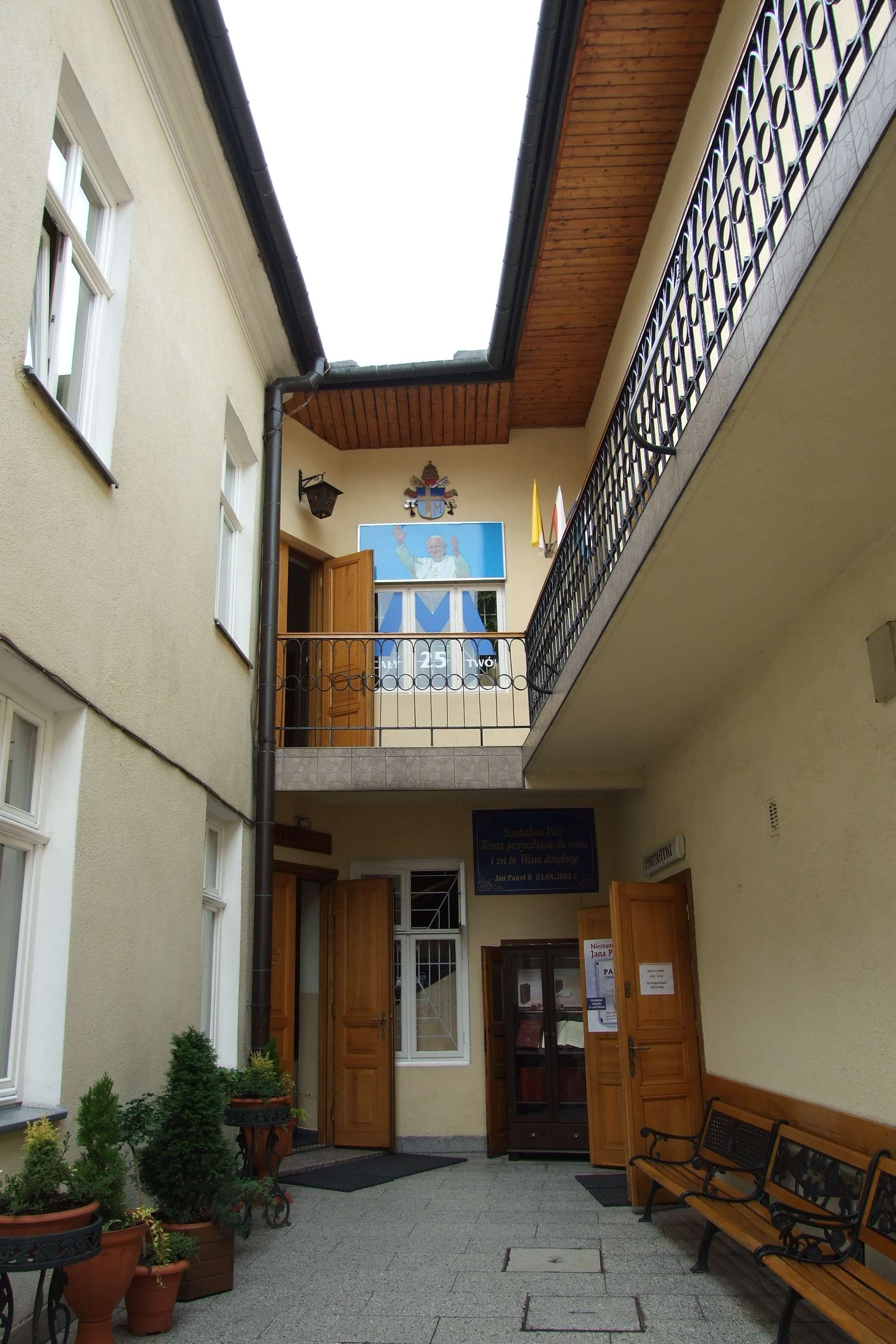
Sân trong nhà
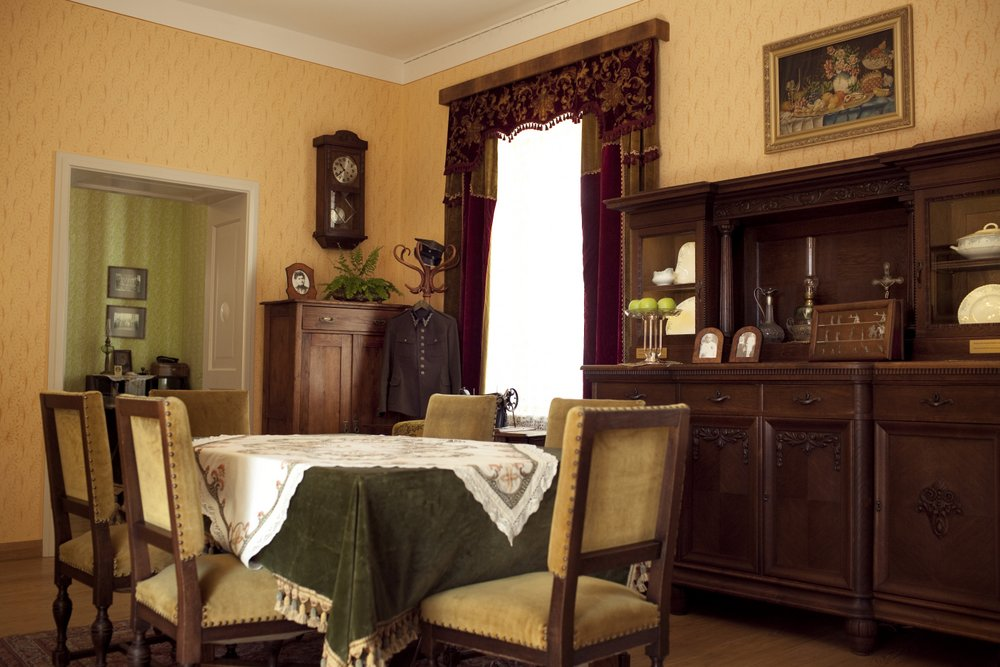
Phòng ăn
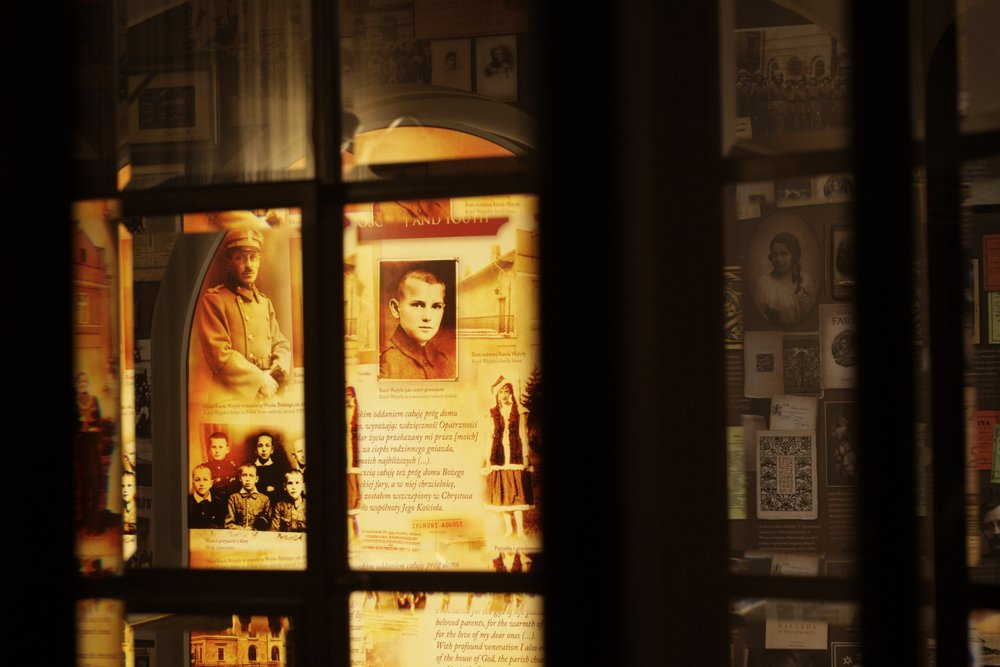
Một phần của triển lãm thường trực